# Melanie Hasler
Melanie Hasler, född 16 maj 1998 i Zürich, är en schweizisk bobåkare.

## Karriär
Vid EM 2025 i Lillehammer tog Hasler silver individuellt i monobob.